# Tadej Pogačar
Tadej Pogačar (uitspraakⓘ) (Klanec, 21 september 1998) is een Sloveens wielrenner die sinds 2019 voor het UCI World Tour-team UAE Team Emirates uitkomt. Pogačar brak in 2019 door bij het grote publiek door op 20-jarige leeftijd derde te worden in de Vuelta. In 2020 werd hij de op een na jongste winnaar ooit van de Ronde van Frankrijk. Pogačar wordt algemeen beschouwd als een van de beste renners van zijn generatie en won in 2021 en 2024 de Vélo d'Or. Eind 2024 verlengde hij zijn contract bij zijn ploeg tot eind 2030. Met een jaarsalaris van naar verluidt acht miljoen euro werd hij de best verdienende wielrenner ooit.
Als specialist in het rondewerk won Pogačar viermaal de Ronde van Frankrijk (in 2020, 2021, 2024 en 2025) en behaalde er 21 ritzeges. In 2024 voegde hij daar de Ronde van Italië aan toe. Daarnaast won hij onder meer tweemaal de Tirreno-Adriatico (in 2021 en 2022), eenmaal Parijs-Nice (in 2023), eenmaal het Critérium du Dauphiné (in 2025) en eenmaal de Ronde van Catalonië (in 2024).
Ook in het klassieke werk is hij een wereldtopper, getuige zijn negen zeges in Monumenten: tweemaal de Ronde van Vlaanderen, driemaal Luik-Bastenaken-Luik en viermaal de Ronde van Lombardije. Daarnaast won hij driemaal de Strade Bianche en schreef hij onder meer tweemaal de Waalse Pijl en ook de Amstel Gold Race op zijn naam. In 2024 werd hij wereldkampioen op de weg.

## Levensloop

### Jeugd
Pogačar groeide op in Klanec, een dorpje in het noorden van Slovenië. Als kind deed hij aan hardlopen en voetbal, maar vanaf zijn tiende was wielrennen zijn eerste sport. Pogačar bleek talent te hebben op de fiets en viel op bij ex-renner Andrej Hauptman, die hem wegwijs maakte in de wielersport. In 2016 won hij de prestigieuze meerdaagse juniorenwedstrijd Giro della Lunigiana en anderhalve week later werd hij derde op het Europees kampioenschap in Plumelec.

### 2017 – Eerste jaar als belofte
In 2017 maakte Pogačar, als eerstejaars belofte, de overstap naar ROG-Ljubljana. Zijn eerste wedstrijd reed hij in februari, toen hij achtste werd in de door Andrea Toniatti gewonnen GP Laguna Poreč. Na deelnames aan drie eendagskoersen, waarin een zeventiende plaats in de Trofej Umag zijn beste resultaat was, stond hij begin maart aan de start van de Istrian Spring Trophy. In de tweede etappe klom hij, achter Matej Mugerli en Rasmus Guldhammer, naar de derde plaats. In het eindklassement werd hij vierde, op twaalf seconden van eindwinnaar Mugerli. In april finishte Pogačar driemaal in de top twintig van een Italiaanse eendagskoers, waarna hij naar Polen vertrok voor deelname aan de Carpathian Couriers Race. In die etappekoers voor beloften begon hij met de zesde plaats in de proloog, op vier seconden van winnaar Piotr Konwa. In het algemeen klassement eindigde Pogačar op de vijfde plek. Wel schreef hij het jongerenklassement op zijn naam.
In juni werd de achttienjarige Pogačar vijfde op het door Jan Polanc gewonnen nationale kampioenschap tijdrijden. Diezelfde maand stond hij aan de start van de vierdaagse Ronde van Slovenië. In het eindklassement was hij de beste niet-profrenner, op de vijfde plek. In het jongerenklassement eindigde hij wel bovenaan, voor zijn landgenoten Domen Novak en Izidor Penko. In september werd hij, achter Adam de Vos, tweede in de Raiffeisen Grand Prix. Twaalf dagen later werd hij twintigste in de door Benoît Cosnefroy gewonnen wegwedstrijd voor beloften op het wereldkampioenschap.

### 2018 – Winst in de Ronde van de Toekomst
Eind mei stond Pogačar namens een Sloveense nationale selectie aan de start van de vierdaagse GP Priessnitz spa. In de door Rasmus Tiller gewonnen proloog zette hij de veertiende tijd neer. Bij aanvang van de slotrit stond hij op de zesde plek in het klassement, op 32 seconden van klassementsleider Samuele Battistella. In de slotetappe, een rit met meerdere beklimming in en rond Jeseník, kwam Pogačar met een voorsprong van meer dan een minuut op de dichtste achtervolgers als eerste over de finish, waardoor hij het eindklassement op zijn naam schreef. Vijf dagen later was enkel Jan Tratnik sneller in het nationale kampioenschap tijdrijden. In juni nam hij, als een van de grootste namen, deel aan de wegwedstijd op de Middellandse Zeespelen. Op het 143 kilometer lange parcours in en rond Vila-seca eindigde hij op de vijftiende plek, op negen seconden van winnaar Jalel Duranti.
In augustus won Pogačar de Ronde van de Toekomst, nadat hij in de bergetappe naar Méribel de leiderstrui had overgenomen van Alan Riou. In de resterende drie ritten verdedigde hij zijn leidende positie met succes, waardoor hij Egan Bernal opvolgde op de erelijst. Zijn seizoen sloot hij in oktober af met een tiende plaats in de Japan Cup.

### 2019 – Profdebuut bij UAE Team Emirates

#### Eerste profzege in de Ronde van de Algarve
In 2019 werd Pogačar prof bij UAE Team Emirates, waar hij als neo-prof een contract voor twee seizoenen had getekend. Zijn debuut voor de ploeg maakte hij in de Tour Down Under, waar hij na zes etappes op de dertiende plaats in het algemeen klassement eindigde. Een maand later behaalde hij in de Ronde van de Algarve zijn eerste profzege: in de tweede etappe won hij, na in de laatste meters weg te springen bij Wout Poels. Door zijn overwinning nam hij de leiderstrui over van Fabio Jakobsen, die een dag eerder de openingsetappe had gewonnen. Die leiderstrui verdedigde de jonge Sloveen in de overige drie etappes, onder meer met een vijfde plaats in de tijdrit en een zesde plaats in de slotetappe, met succes. Naast het algemeen klassement schreef hij ook het jongerenklassement op zijn naam. Na zijn dertigste plaats in de Strade Bianche nam hij een maand rust.
Begin april reed hij de Grote Prijs Miguel Indurain, waar hij in de slotfase ten aanval trok. Op de slotklim werd hij ingehaald door Jonathan Hivert, die solo naar de overwinning reed. Negen seconden later finishte Pogačar, in een achtervolgende groep van zes renners, als zesde. Twee dagen later stond hij aan de start van de Ronde van het Baskenland, waar hij in de openingstijdrit de achttiende tijd neerzette. In de vierde etappe leek Pogačar naar de overwinning te sprinten, maar in de laatste meters kwam klassementsleider Maximilian Schachmann hem nog voorbij. Als tiende in het algemeen klassement begon Pogačar aan de slotetappe, een rit van 118,2 kilometer in en rond Eibar. Halverwege de rit moest de Azurki worden beklommen. Op deze beklimming moest klassementsleider Emanuel Buchmann lossen, terwijl Pogačar zich handhaafde in een elitegroep vooraan de koers. Hij finishte uiteindelijk als vijfde, waardoor hij naar de zesde plek in het eindklassement steeg. Dat was genoeg om de jongerentrui over te nemen van Schachmann. Later die maand nam hij deel aan drie heuvelklassiekers: in de Amstel Gold Race haalde hij de finish niet, in de Waalse Pijl eindigde hij op plek 53 en in Luik-Bastenaken-Luik werd hij achttiende.

#### Successen in Californië en eigen land

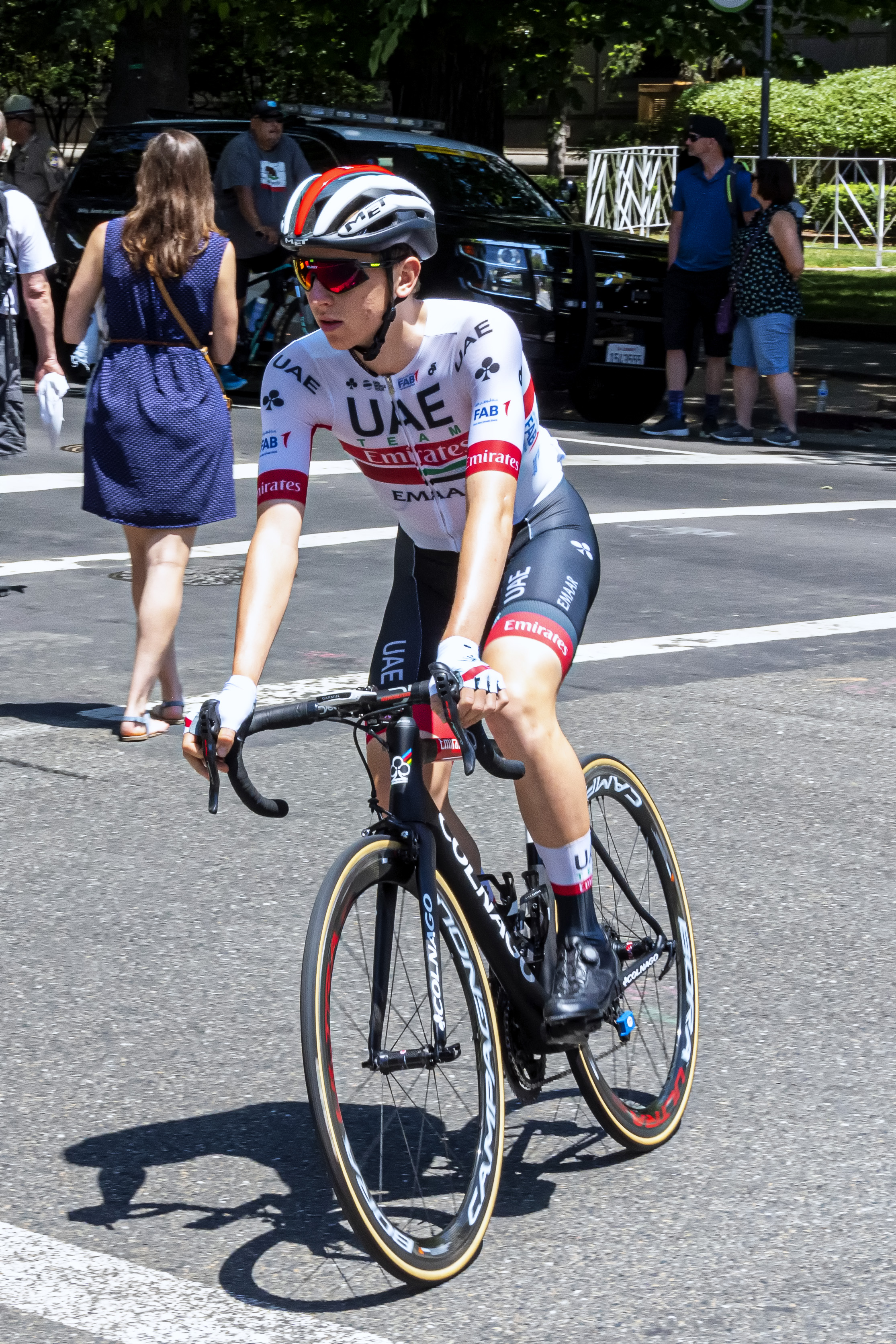
Pogačar tijdens de Ronde van Californië 2019.

Twee weken na het einde van zijn voorjaarscampagne stond Pogačar als een van de favorieten aan de start van de Ronde van Californië. In de zesde etappe, met aankomst op Mount Baldy, sprintte Pogačar met Sergio Higuita om de dagzege. De Colombiaan maakte een foutje in de laatste bocht, waardoor Pogačar langszij kwam en de etappe won. Zijn klimtijd naar Mount Baldy was de snelste ooit. Hij legde de beklimming sneller af dan voormalige winnaars als Levi Leipheimer, Chris Horner en Rafał Majka. Door zijn overwinning nam hij de leiderstrui over van Tejay van Garderen. Hoewel zijn leidende positie in de laatste etappe nog werd aangevallen, verdedigde hij zijn leiderstrui met succes. Hij volgde Egan Bernal op als eindwinnaar. Na afloop van de wedstrijd gaf hij aan dat de zevendaagse rittenkoers zijn hoofddoel van het seizoen was. Bij zijn terugkeer op Europese bodem won hij het nationale kampioenschap tijdrijden, voor Matej Mohorič en Jan Tratnik. Twee dagen later werd hij zevende in de GP Lugano, waar zijn ploeggenoten Diego Ulissi en Aljaksandr Raboesjenka op de eerste en tweede plek eindigden.
Als een van de blikvangers stond Pogačar aan de start van de ronde van zijn thuisland. In de openingsrit, die eindigde in een massasprint, werd hij zeventiende. In het jongerenklassement stond hij, achter Aljaž Jarc, op de tweede plaats. Echter, omdat Jarc ook aan de leiding van het bergklassement stond, mocht Pogačar in de tweede etappe starten in de witte jongerentrui. In de witte trui handhaafde hij zich in de tweede etappe in de eerste groep. Op de slotklim, met de top op 23 kilometer van de aankomst, liet hij zich zien, maar kon hij niet voorkomen dat er om de zege zou worden gesprint. Luka Mezgec won en nam de leiderstrui over; Pogačar steeg naar de achtste plaats in het klassement en nam de leiding in het jongerenklassement over van Jarc. In de overige drie etappes werd Pogačar respectievelijk vijfde, derde en achtste, wat hem de vierde plaats in het eindklassement opleverde. Zijn ploeggenoot Diego Ulissi, die de derde etappe had gewonnen, won het klassement. Wel won Pogačar, voor het derde jaar op rij, het jongerenklassement. Op het nationale kampioenschap op de weg, dat een week later werd verreden, eindigde hij op de zevende plaats, op ruim zevenenhalve minuut van winnaar Domen Novak. Zijn klassering leverde hem wel de kampioenstrui in de beloftencategorie op.

#### Doorbraak in de Vuelta

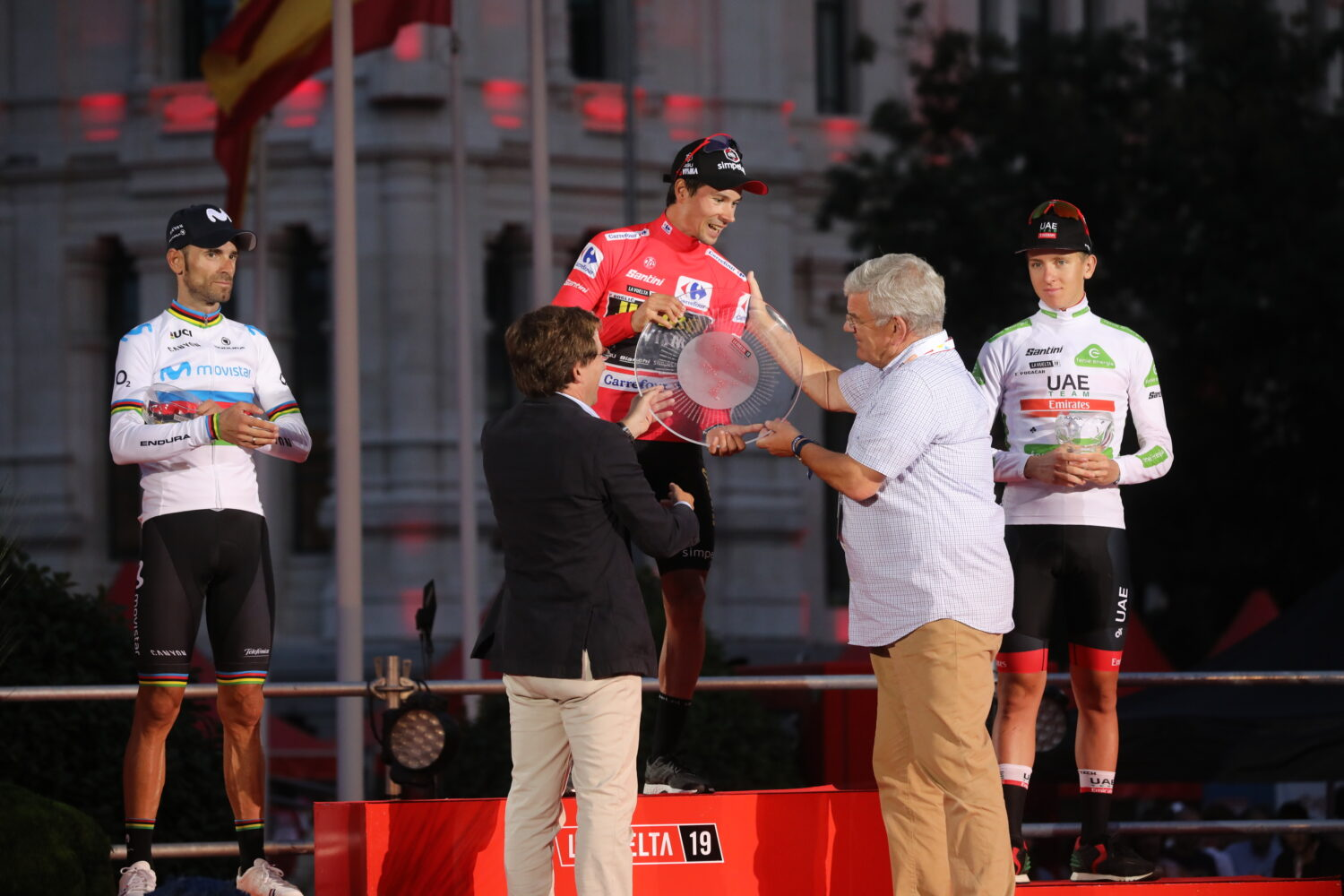
Pogačar, rechts in de witte trui, op het eindpodium van de Ronde van Spanje 2019.

Eind augustus werd Pogačar, samen met oud-winnaar Fabio Aru, aangekondigd als kopman van UAE Team Emirates voor de aankomende Ronde van Spanje. In de openingsploegentijdrit kwam de gehele ploeg – op Valerio Conti na – ten val door het natte wegdek, waardoor ze enkel Burgos-BH voorbleven in de daguitslag. Waar Aru de verwachtingen in de rest van de ronde niet kon waarmaken, won de twintigjarige Sloveen drie bergetappes en het jongerenklassement. Daarnaast mocht hij als derde in de eindrangschikking, na winnaar Primož Roglič en Alejandro Valverde, mee op het eindpodium in Madrid.

### 2020 – Historische overwinning in de Tour
In februari maakte Pogačar zijn eerste wedstrijdkilometers van het seizoen in de Ronde van Valencia. In de tweede etappe, die eindigde met een klim van twee kilometers aan een gemiddeld stijgingspercentage van acht procent, wist hij de sprint te winnen, voor Alejandro Valverde en Dylan Teuns. Door zijn overwinning nam hij de leiderstrui over van Dylan Groenewegen, die een dag eerder de openingsrit had gewonnen. De derde etappe eindigde in een massasprint, waarna Jack Haig de leiderstrui op basis van de som van hun daguitslagen overnam van Pogačar. In de finale van de derde etappe, met aankomst bergop in de Sierra de Bernia, moest Haig echter lossen en soleerde Pogačar naar de overwinning en de leiderstrui. In de slotrit kwam zijn leidende positie niet meer in gevaar, waardoor hij Ion Izagirre opvolgde op de erelijst. Later die maand won hij een rit en het jongerenklassement in de Ronde van de Verenigde Arabische Emiraten.
Na de coronabreak kroonde hij zich voor de tweede opeenvolgende keer tot Sloveens kampioen tijdrijden. In de Ronde van Frankrijk verbaasde Pogačar de wielerwereld door, na de negende en de vijftiende etappe, ook de tijdrit in de twintigste etappe te winnen en bij die laatste overwinning een achterstand van 57 seconden op leider Primož Roglič in het klassement nog om te buigen in een voorsprong van 59 seconden. Hij werd daarmee de jongste Tourwinnaar sinds Henri Cornet in 1904, en schreef naast het eindklassement ook het bergklassement en het jongerenklassement op zijn naam.

### 2021 – Tweede Tourzege en winst in twee Monumenten
In 2021 was het voor Pogačar meteen raak in zijn eerste etappekoers van het jaar: hij won de derde etappe en het eind- en jongerenklassement in de Ronde van de Verenigde Arabische Emiraten. Hij had een verschil van 35 seconden opgebouwd met Adam Yates. In de volgende rittenkoers waar hij aan deelnam kon hij eveneens zegevieren, ditmaal in de Tirreno-Adriatico. Hij won de vierde etappe van Terni naar Prati di Tivo. Enkele dagen later werd hij na een tijdrit in San Benedetto del Tronto de winnaar van het eind-, berg- en jongerenklassement van deze 56e editie van de Koers van de twee zeeën, zoals de wedstrijd ook wel genoemd wordt. Eind april won hij Luik-Bastenaken-Luik nadat hij te sterk was voor wereldkampioen Julian Alaphilippe. In "zijn" Ronde van Slovenië won hij voor de eerste keer in zijn carrière het eindklassement, na een vijfde en tweemaal een vierde plek in de voorgaande edities. Zijn voorsprong op de nummer twee Diego Ulissi was ruim: 1 minuut en 26 seconden.
Deze Ronde van Slovenië gold voor Pogačar als zijn voorbereiding op de Ronde van Frankrijk 2021, die niet veel later volgde. In de vijfde etappe van deze ronde, een tijdrit van Changé naar Laval, was hij maar liefst 26 seconden sneller dan de Deen Jonas Vingegaard. Desalniettemin bleef de leiderstrui in handen van Mathieu van der Poel. Na de achtste etappe nam Pogačar de leiderstrui over. In de etappes die volgden wist hij zijn voorsprong op zijn concurrenten flink uit te breiden. Zijn volgende etappezege behaalde hij in de zeventiende etappe op de Col de Portet. Concurrenten Vingegaard en Richard Carapaz werden tweede en derde, beide renners hadden inmiddels een achterstand van ruim vijf en een halve minuut op de Sloveen. Een dag later won hij de achttiende etappe, met wederom Vingegaard en Carapaz in zijn kielzog. Bij aankomst op de Champs-Élysées in Parijs won hij het eind-, berg- en jongerenklassement, net als in 2020. Tevens bracht hij zijn totale aantal etappezeges op zes. Een week later moest hij het onderspit delven in de wegwedstrijd op de Olympische Spelen. Samen met Wout van Aert sloot hij het podium af na winst van Carapaz. Op zijn laatste koersdag van het jaar won Pogačar bij zijn eerste deelname de Ronde van Lombardije. Hij versloeg Fausto Masnada in een sprint om de zege. Pogačar won hiermee zijn tweede Monument van het jaar.

### 2022 – Successen in het eendagswerk en tweede in de Tour

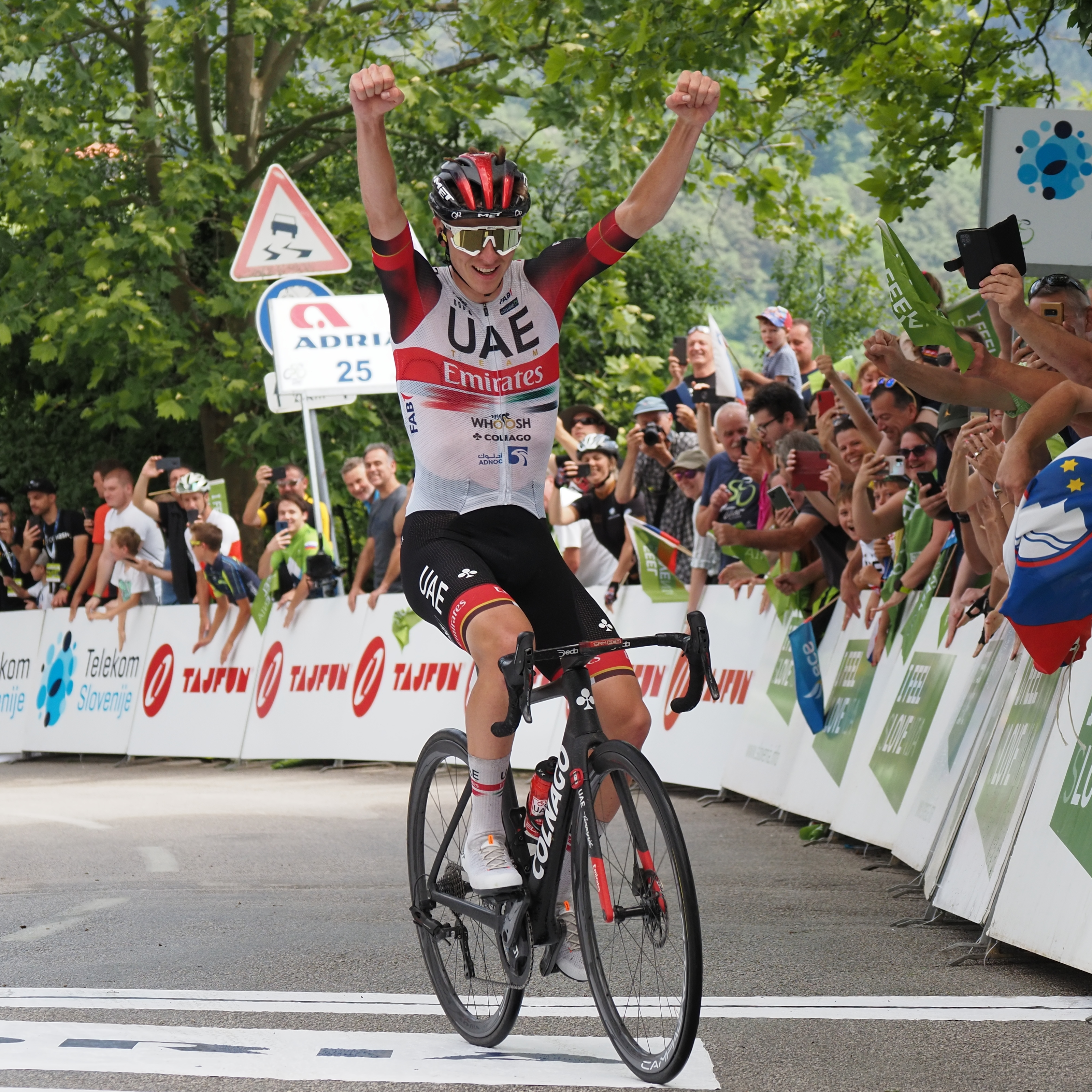
Pogačar wint de derde etappe van de Ronde van Slovenië in 2022.

Net als in 2021 schreef hij in 2022 in het begin van het jaar de eindklassementen in de Ronde van de Verenigde Arabische Emiraten en Tirreno-Adriatico op zijn naam. Daarnaast won hij in beide rondes twee etappes en enkele klassementen. Tussen deze twee meerdaagse wedstrijden door vond de Strade Bianche plaats. In Siena kwam hij solo over de finish nadat hij 50 kilometer daarvoor weggereden was bij zijn concurrenten. In het voorjaar reed hij verder top 10-uitslagen in Milaan-San Remo, Dwars door Vlaanderen en de Ronde van Vlaanderen. Medio juni nam hij deel aan de Ronde van Slovenië waar hij, net als een jaar eerder, het eindklassement won. Ook won hij twee etappes en het puntenklassement.
De Ronde van Frankrijk, die niet veel later volgde, zorgde voor veel spektakel en strijd tussen de Sloveen en Jonas Vingegaard. Pogačar boekte drie etappezeges in deze wedstrijd. Zijn eerste was de zesde etappe die finishte in Longwy. Na een spannende finale om de ritzege in de zevende etappe was hij net te sterk voor Vingegaard en vergrootte hiermee zijn voorsprong in het algemene klassement. In de elfde etappe liep hij grote tijdsachterstand op met Vingegaard, die Pogačar het onderspit liet delven. Pogačar had na deze etappe een achterstand van twee minuten en tweeëntwintig seconden op Vingegaard. Later won hij de zeventiende etappe, maar dat mocht echter niet baten voor zijn eindklassering. De Deen was in het eindklassement ditmaal te sterk voor Pogačar. Pogačar werd tweede en won voor de derde keer op rij het jongerenklassement. In het najaar won hij nog drie eendagswedstrijden: de Grote Prijs van Montréal, Tre Valli Varesine en de Ronde van Lombardije.

### 2023 – Dominantie in het voorjaar en tweede in de Tour

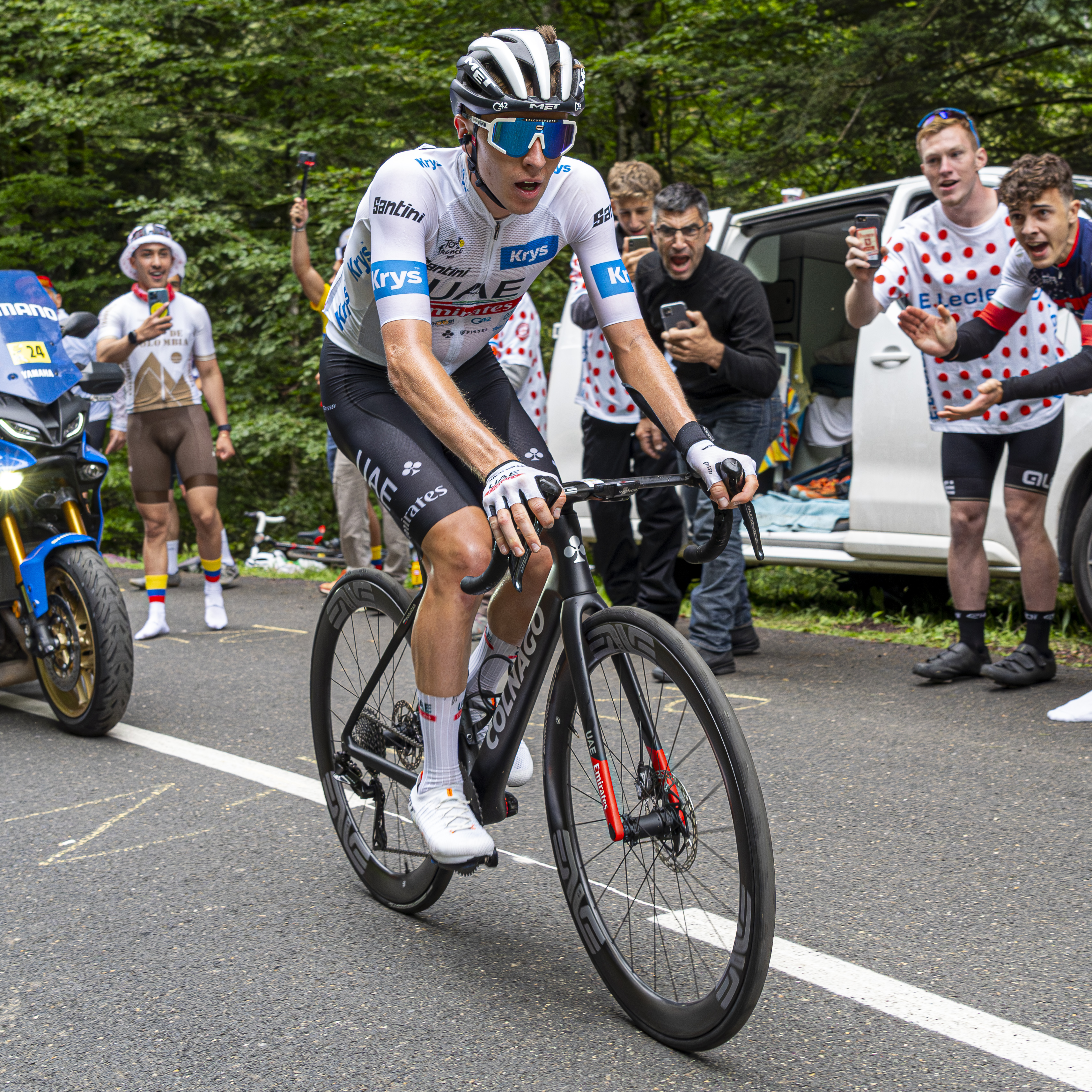
Pogačar aan het werk in de Ronde van Frankrijk 2023.

In 2023 nam hij in het voorjaar aan andere wedstrijden deel dan de voorgaande jaren. Op zijn eerste racedag was het meteen raak: hij won de Clásica Jaén Paraíso Interior, waar hij een solo van 36 kilometer afrondde. Nadien reed hij de Ruta del Sol, waar hij de eerste, tweede en vierde etappe won. Zijn etappezeges zorgden ervoor dat hij het eind-, punten- en jongerenklassement won. Twee weken later ging hij in Parijs-Nice de strijd wederom aan met Vingegaard. In dit geval was de Sloveen te sterk voor Vingegaard. Pogačar won drie etappes en drie klassementen, waaronder het eindklassement. David Gaudu werd tweede en Vingegaard sloot het podium af. Ook in de eendaagse klassiekers van dat voorjaar liet hij zich zien. Hij won de Ronde van Vlaanderen, voor Mathieu van der Poel, de Amstel Gold Race, voor Ben Healy, en de Waalse Pijl, voor Mattias Skjelmose. Dit jaar was Pogačars enige voorbereiding op de Ronde van Frankrijk deelname aan de nationale kampioenschappen. Op 22 juni werd hij kampioen in het tijdrijden, drie dagen later zegevierde hij voor het eerst in de wegrit.
In de Ronde van Frankrijk won hij twee etappes: de zesde en de twintigste etappe. Zijn totale aantal etappezeges in de Ronde van Frankrijk kwam hiermee op elf te staan. In het eindklassement was Vingegaard echter wederom te sterk. De Deen had een tijdsverschil van bijna zeven minuten en dertig seconden opgebouwd. Ondanks enige vermoeidheid na deze Ronde van Frankrijk nam hij deel aan de wereldkampioenschappen wielrennen. Op de weg eindigde hij als derde achter Wout van Aert en Van der Poel. In de tijdrit moest hij het doen met een 21e plaats. In het najaar was hij opnieuw sterk in de Italiaanse eendagskoersen. Hij haalde vier top 10-plaatsen en won voor de derde maal op rij de Ronde van Lombardije, waar hij solo over de finish kwam, voor Andrea Bagioli. Dit was het derde jaar op rij dat Pogačar de eindklassementen van de Europe Tour en de World Tour won.

### 2024 – Twee Grote Rondes, twee Monumenten en het WK
In 2024 won hij op zijn eerste wedstrijddag van het seizoen voor de tweede keer de Strade Bianche. In Milaan-San Remo werd hij derde achter Jasper Philipsen en Michael Matthews. In de Ronde van Catalonië was hij oppermachtig: hij won vier etappes en ook drie klassementen. Een maand later zegevierde hij voor de tweede maal in Luik-Bastenaken-Luik, waar hij een solo van meer dan dertig kilometer afwerkte.

#### Debuut in de Ronde van Italië
Zijn prestaties in het voorjaar zorgden ervoor dat hij als favoriet voor de eindzege ging deelnemen aan de Ronde van Italië. Dit werd zijn eerste deelname aan de Giro. In de slotfase van de eerste etappe plaatste Pogačar, na voorbereidend werk van zijn ploeggenoten, op een korte klim een aanval die enkel Jhonatan Narváez kon volgen. In de afdaling sloot Maximilian Schachmann nog aan, waarna de drie samen naar de finish reden en om de winst konden sprinten. Narváez trok aan het langste eind, voor Schachmann en topfavoriet Pogačar. Tijdens de etappe droeg de Sloveen een rouwband, vanwege het overlijden van een vijftienjarige renner uit zijn opleidingsploeg. Een dag later was hij wederom topfavoriet in de tweede rit, een bergetappe met aankomst na een klim van bijna twaalf kilometer met een gemiddeld stijgingspercentage van meer dan zes procent naar Oropa. Vlak voor de slotklim kwam Pogačar na een lekke band ten val, waarna hij met behulp van enkele ploeggenoten in achtervolging moest op het peloton. Voor de klim begon was Pogi terug in het peloton, waarna zijn ploeggenoten Felix Großschartner en Mikkel Bjerg het tempo bepaalden. Na voorbereidend werk van Rafał Majka trok Pogačar zelf ten aanval. Enkel Ben O'Connor leek te kunnen volgen, maar zo'n tweehonderd meter later moest ook hij passen. Pogačar reed solo naar zijn eerste ritzege in de Giro. Door zijn zege voltooide hij de trilogie: ritwinst in elk van de drie Grote Rondes. Door zijn zege nam hij ook de roze leiderstrui over van Narváez.
De derde rit was op papier een etappe voor de sprinters, hoewel er in de laatste kilometers nog een oplopende strook van 1,8 kilometer aan 4,2 procent lag. Op die helling plaatste de Deen Mikkel Honoré een versnelling, waarna Pogačar en Geraint Thomas meesprongen. Het drietal reed enkele tientallen meters voor het peloton, tot Honoré moest lossen. Pogačar en Thomas hielden het langer vol, tot ook zij in de laatste hectometers terug werden gepakt door het aanstormende peloton. Tim Merlier won de sprint, voor Jonathan Milan en Biniam Girmay. In de zevende etappe, een tijdrit van 40,6 kilometer met finish bergop, werd vooraf een strijd tussen Pogačar en tweevoudig wereldkampioen tijdrijden Filippo Ganna verwacht. Ganna zette de snelste tijd neer en was bij de eerste twee tijdsmetingen ook sneller dan Pogačar, die als laatste en in de roze trui van start ging. Op de klim was de Sloveen echter ruim een minuut sneller dan Ganna, waardoor hij zijn tweede etappewinst boekte.
De tweede rit in lijn met aankomst bergop stond gepland voor etappe acht. Die 152 kilometer lange etappe eindigde met een klim van 14,7 kilometer aan een gemiddeld stijgingspercentage van zeven procent naar Prati di Tivo. Op papier leek het een etappe met kansen voor winst vanuit de vroege vlucht. Na een openingsfase met meerdere aanvalspogingen ontstond er een kopgroep van veertien renners, met daarin onder meer voormalig eindwinnaar Nairo Quintana en Romain Bardet. Het peloton, onder aanvoering van Pogačars ploeggenoten Vegard Stake Laengen, Mikkel Bjerg en Domen Novak, gaf de vluchters echter nooit meer dan tweeënhalve minuut voorsprong. Op de slotklim werd Valentin Paret-Peintre als laatste van de vluchters ingerekend. In de laatste kilometers counterde Pogačar versnellingen van Antonio Tiberi, Thymen Arensman en Michael Storer, waarna hij naar zijn derde dagzege sprintte. In de laatste rechte lijn van de negende etappe zette Pogačar zich op kop van het peloton om de ontsnapte Jhonatan Narváez terug te pakken, in dienst van zijn ploeggenoot Sebastián Molano. Op enkele tientallen meters van de finish werd Narváez gegrepen door het sprintende peloton; Molano werd derde.

#### Sparen en uithalen in de tweede Giroweek
Na de eerste rustdag hield Pogačar zich vier etappes lang relatief rustig. Zelf gaf hij aan last te hebben van een verkoudheid. Acht dagen na zijn gewonnen tijdrit stond er wederom een strijd tegen de klok op het programma. De veertiende etappe was met 31,2 kilometer minder lang dan de eerste tijdrit, maar met zo'n honderdvijftig hoogtemeters een stuk vlakker. Dit parcours was meer op het lijf geschreven van werelduurrecordhouder Filippo Ganna. Bij de eerste tijdmeting, na 7,8 kilometer, was de Sloveen nog vier seconden sneller dan de Italiaan, maar in de rest van de race was Ganna sneller. Hij won de tijdrit met 29 seconden voorsprong op Pogačar, die wel zijn voorsprong op zijn concurrenten voor het algemeen klassement uitbreidde. Een dag later stond de etappe met de meeste hoogtemeters op het programma: in 222 kilometer moesten de renners 5.200 hoogtemeters overwinnen, waarna de etappe eindigde in het skigebied Mottolino, nabij Livigno. Hoewel Pogačar vooraf had aangegeven de etappe graag te willen winnen, kozen bijna vijftig renners voor de aanval. De overige renners in het peloton, onder aanvoering van de ploeggenoten van Pogačar, lieten (een deel van) de vluchters een maximale voorsprong van zo'n vijf minuten bij elkaar fietsen. Toen op de slotklim het gat niet op tijd dichtgereden leek te worden, plaatste Pogi op ruim zes kilometer van de finish zelf een aanval, die door geen van zijn concurrenten werd gevold. Vanaf zijn aanval reed hij gemiddeld meer dan vier kilometer per uur sneller dan zijn naaste concurrenten. Op twee kilometer van de finish haalde hij koploper Nairo Quintana in, waarna hij solo naar zijn vierde ritoverwinning reed.

#### Dominante eindzege in de Giro

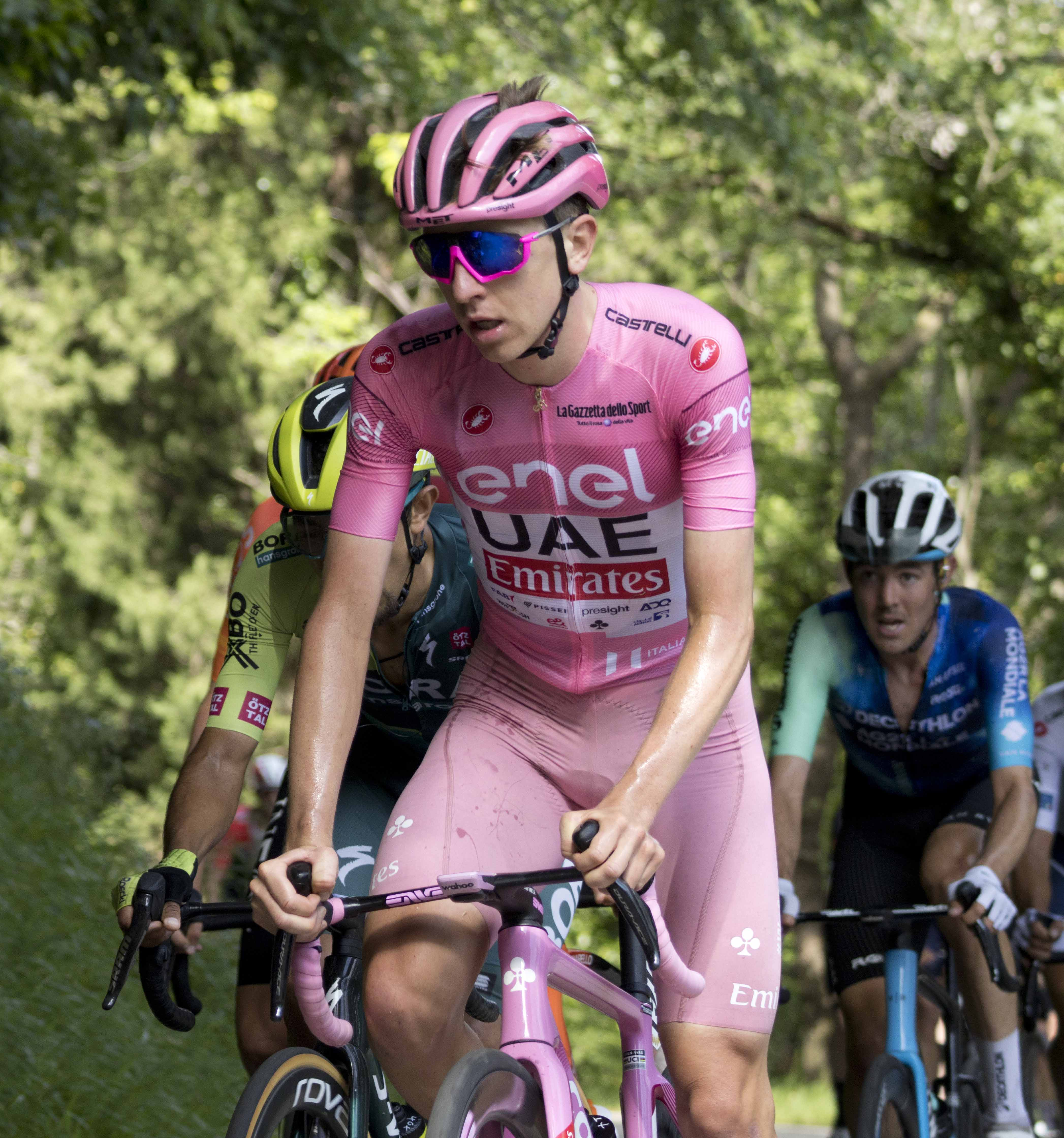
Pogačar tijdens de twintigste etappe in de Ronde van Italië 2024.

Met een voorsprong van meer dan zesenhalve minuut op zijn naaste achtervolger Geraint Thomas ging Pogačar de tweede rustdag in. In de ingekorte zestiende etappe wilden de Sloveen en zijn ploeg aanvankelijk niet voor de winst gaan. Omdat Movistar, in dienst van Einer Rubio, het verschil met de vluchters klein hield, kreeg Pogi toch een kans op een nieuwe ritzege. Op de slotklim versnelde Pogačars ploeggenoot Rafał Majka, waarna enkel Pogačar zelf kon volgen. Nadat Majka's werk erop zat soleerde zijn kopman langs koploper Giulio Pellizzari en behaalde zo zijn vijfde etappezege. In de zeventiende etappe wilde Pogačar de ritzege aan een van de vroege vluchters laten. Echter, Team dsm-firmenich PostNL hield, in dienst van hun kopman Romain Bardet, het tempo hoog, waardoor de aanvallers werden teruggepakt. Nadat de Nederlandse ploeg het tempo liet zakken, plaatste de Duitser Georg Steinhauser een aanval die door niemand werd gevolgd. Hij soleerde naar de overwinning. In de groep der favorieten hield Pogačar zich in, tot hij op de flanken van de Broconpas een inspanning plaatste en solo als tweede over de finish kwam. Hij bouwde zijn voorsprong uit tot meer dan zevenenhalve minuut op zijn naaste achtervolger.
In de volgende twee etappes ging de winst naar respectievelijk een sprinter (Tim Merlier) en een aanvaller (Andrea Vendrame) en hield Pogačar zich gedeisd met het oog op de voorlaatste rit. In die etappe moesten de renners tweemaal over de Monte Grappa. Tijdens de eerste beklimming hield zijn ploeg, onder aanvoering van met name Mikkel Bjerg, het tempo hoog. Pellizzari viel nog aan vanuit de groep der favorieten en kwam als eerste boven bij de eerste passage over de top van de Monte Grappa. Hiermee behaalde hij voldoende punten om tweede te staan in het bergklassement, wat betekende dat hij in de slotetappe in de blauwe trui mocht starten (klassementsleider Pogačar droeg al het roze). Tijdens de tweede beklimming trok Pogačar zelf ten aanval en haalde Pellizzari, die nog even in zijn wiel meekon, nog voor de top in. Nadat Pellizzari loste soleerde Pogi naar zijn zesde dagzege. In de slotetappe kwam zijn leidende positie niet meer in gevaar en reed Pogačar in de slotkilometers op kop in steun van zijn ploeggenoot Sebastián Molano, die de sprint wilde winnen. Op het eindpodium werd Pogačar geflankeerd door Daniel Martínez en de 38-jarige Geraint Thomas. Zijn voorsprong van bijna tien minuten op nummer twee Martínez was de grootste voorsprong in een Grote Ronde sinds de Ronde van Frankrijk in 1984, toen Laurent Fignon zijn rivaal Bernard Hinault tienenhalve minuut voorbleef. Naast het algemeen klassement schreef Pogačar ook het bergklassement op zijn naam, een prestatie die Chris Froome in 2018 voor het laatst behaalde.

#### Derde overwinning in de Tour
In de Ronde van Frankrijk won Pogačar zes etappes en het eindklassement.

#### Succesvolle najaarscampagne

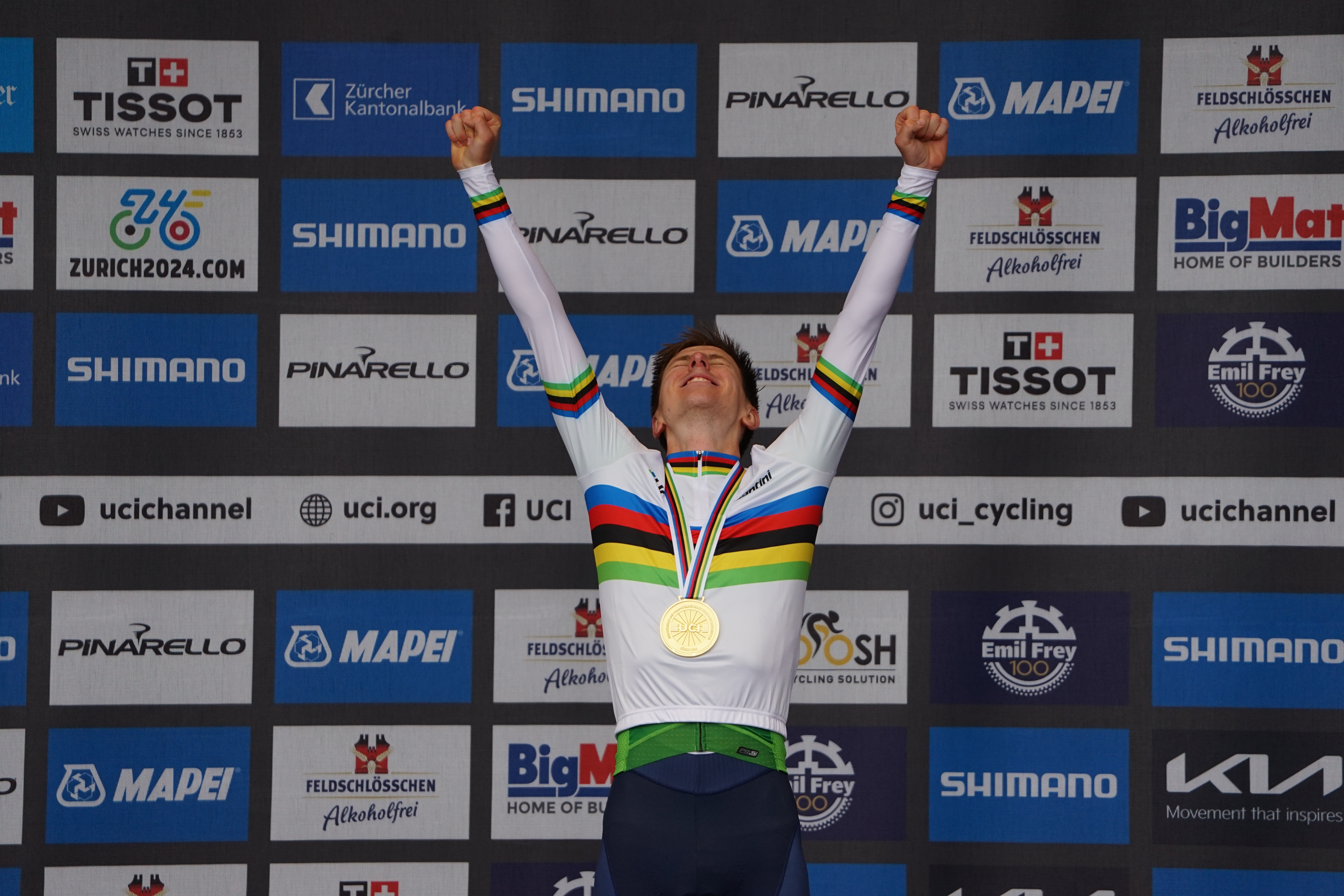
Pogačar na het behalen van de wereldtitel in 2024.

Na een rustpauze van bijna twee maanden na zijn overwinning in de Tour, maakte Pogačar zijn rentree in de Grote Prijs van Québec. Twee dagen later won hij de Grote Prijs van Montréal. Eind september stond hij als favoriet aan de start van de wegwedstrijd op het wereldkampioenschap. Op honderd kilometer voor de finish plaatste hij een aanval die enkel kortstondig door Andrea Bagioli kon worden gevolgd. Nadat ook hij moest lossen liet Pogačars landgenoot Jan Tratnik zich terugzakken vanuit de kopgroep, om zijn kopman op sleeptouw te nemen. Nadat het duo vooraan aansloot, reed Tratnik nog even op kop, alvorens Pogi ook uit die groep ontsnapte. Enkel Pavel Sivakov, in het dagelijks leven Pogačars ploeggenoot, maar hier rijdend voor de Franse selectie, kon volgen. Op ruim 51 kilometer van het einde moest hij uiteindelijk toch lossen, waarna Pogačar naar de wereldtitel soleerde.

### 2025

#### De beste in het voorjaar
Voorafgaand aan het seizoen, tijdens een trainingskamp aan de Spaanse Costa Blanca, zette Pogačar eind december een recordtijd op de Coll de Rates neer. Hij en zijn ploeg waren daar als voorbereiding op het nieuwe seizoen, waarvoor de Sloveen had aangegeven wederom zijn opwachting te maken in de Ronde van Frankrijk. Die ronde zou hij combineren met een van de overige twee Grote Rondes; een keuze die hij later pas zou maken. Zijn seizoensdebuut maakte hij in de Ronde van de Verenigde Arabische Emiraten, de thuiskoers van zijn ploeg, waar hij als favoriet aan de start stond. In de openingsrit mengde hij zich in de eindsprint, maar moest hij op de oplopende finishstraat zijn meerdere erkennen in onder meer winnaar Jonathan Milan: Pogi werd tiende. Een dag later eindigde hij, achter specialisten Joshua Tarling en Stefan Bissegger, als derde in de ruim twaalf kilometer lange tijdrit. In de derde etappe, met aankomst op Jebel Jais, won Pogačar met ogenschijnlijk gemak de sprint van een groep favorieten. In de vijfde rit trok Pogačar zo'n tien kilometer na de start ten aanval, nadat hij samen met zijn ploeggenoot Domen Novak na een plaspauze vooraan het peloton was teruggekeerd. Meer dan honderd kilometer later werden zij, samen met hun vluchtgezellen, weer gegrepen door het peloton. De slotrit, met aankomst op Jebel Hafeet, werd in de openingsfase gekenmerkt door waaiers. Pogačar maakte, samen met zijn twee Belgische ploeggenoten Florian Vermeersch en Rune Herregodts, deel uit van de voorste waaier die wegreed uit het peloton. Enkele kilometers na de voet van de slotbeklimming trok Pogačar ten aanval, waarna hij naar de winst soleerde. Het eindklassement schreef hij voor de derde keer op zijn naam.
Twee weken later stond hij als topfavoriet aan de start van de Strade Bianche. Iets voorbij halfweg koers volgde hij een aanval van Tom Pidcock, waarna het duo gezamenlijk bij de kopgroep aansloot. Enkel Connor Swift, die deel uitmaakte van de vroege vlucht, kon vervolgens aanklampen. In een bocht ging Pogačar op hoge snelheid onderuit, waarna Swift in de remmen moest en Pidcock alleen overbleef. De Sloveen krabbelde op, haalde Swift in en sloot even later weer aan bij Pidcock. Op minder dan twintig kilometer van de finish kon Pidcock het tempo van Pogačar niet meer bijhouden, waarna Pogi solo naar zijn derde zege in de Italiaanse eendagskoers reed. Hij werd, na Fabian Cancellara, de tweede renner die de wedstrijd driemaal wist te winnen. Door zijn derde overwinning werd een van de gravelstroken, die de koers kenmerken, naar hem vernoemd. Ook in Milaan-San Remo stond Pogačar als een van de favorieten aan de start. Op de Cipressa verhoogde zijn ploeggenoot Tim Wellens het tempo in het peloton. Na verder voorbereidend werk van Jhonatan Narváez trok Pogačar zelf ten aanval. Enkel Mathieu van der Poel en Filippo Ganna konden hem volgen, waarna de drie gezamenlijk naar de laatste beklimming van de dag reden. Op de Poggio probeerde de Sloveen zijn vluchtgenoten meermaals te lossen, maar Van der Poel bleef in zijn wiel. In de afdaling keerde Ganna terug bij het duo dat vooraan was overgebleven, waarna Van der Poel de overwinning in de sprint veiligstelde. Pogačar werd, voor het tweede jaar op rij, derde.

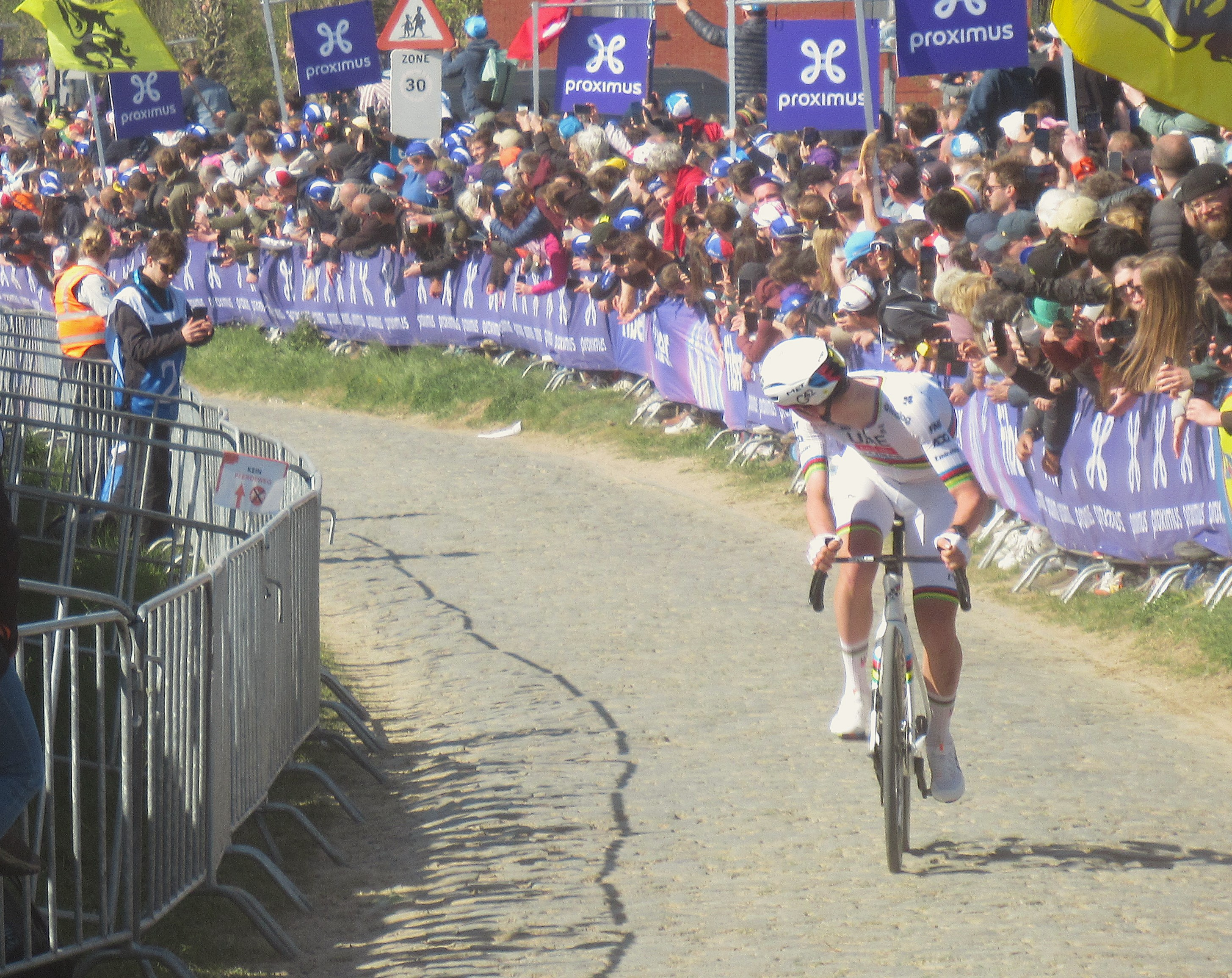
Pogačar ziet niemand achter zich op de Oude Kwaremont tijdens de Ronde van Vlaanderen in 2025.

Aanvankelijk zou Pogačar zijn opwachting maken in de E3 Saxo Classic en Gent-Wevelgem, in de aanloop naar de Ronde van Vlaanderen. Nadat hij met ploeggenoot Tim Wellens een verkenning deed in het Bos van Wallers, een van de kasseistroken in Parijs-Roubaix, staken de geruchten van een mogelijke deelname van de Sloveen aan De Helleklassieker de kop op. Anderhalve maand later was de kogel door de kerk: Pogačar voegde Parijs-Roubaix, ten koste van de E3 Saxo Classic en Gent-Wevelgem, toe aan zijn programma. Door de aanpassing in zijn programma was de Ronde van Vlaanderen zijn eerste kasseiklassieker van het seizoen. In Vlaanderens Mooiste was hij desalniettemin een van de topfavorieten. Onderweg plaatste Pogi meerdere aanvallen op verschillende beklimmingen, maar telkens kon medefavoriet Mathieu van der Poel aanhaken en sloten ook onder meer Wout van Aert en Mads Pedersen weer aan. Op de derde en laatste beklimming van de Oude Kwaremont, op achttien kilometer van de aankomst, schudde Pogačar zijn concurrenten van zich af, waarna hij solo naar zijn tweede overwinning in het Monument reed. Met een gemiddelde snelheid van bijna 45 kilometer per uur was het de snelste Ronde van Vlaanderen ooit. Een week later maakte hij zijn debuut in Parijs-Roubaix. Na enkele aanvallen bleven enkel Pogačar, topfavoriet Mathieu van der Poel, Jasper Philipsen, Stefan Bissegger en Mads Pedersen vooraan over. Na een lekke band van Pedersen en het afhaken van Bissegger bleef Pogačar vooraan enkel in het gezelschap van het duo van Alpecin-Deceuninck over. Toen ook Philipsen op een kasseistrook moest lossen, trokken de twee grootste favorieten naar de finale van de koers. Op 38 kilometer van het einde verhoogde de Sloveen op de kasseistrook van Pont-Thibaut het tempo, waarna hij een bocht verkeerd inschatte en onderuit ging. Van der Poel soleerde vervolgens naar zijn derde overwinning in De Hel van het Noorden. Meer dan een minuut later kwam Pogačar als tweede over de finish in het Vélodrome André Pétrieux.

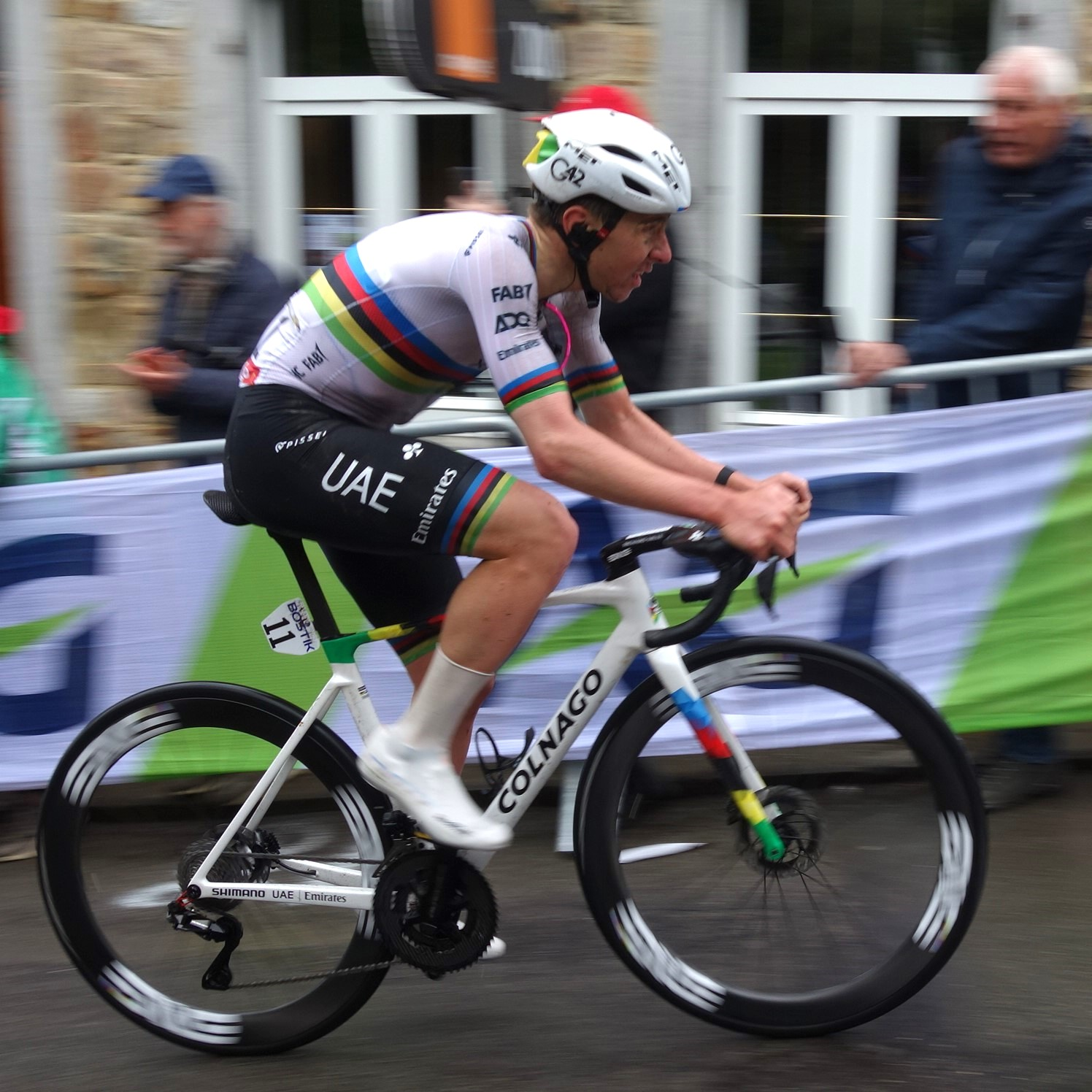
Pogačar op de Muur van Hoei in 2025, op weg naar de zege in de Waalse Pijl.

Een week later startte Pogačar in de Amstel Gold Race, zijn eerste heuvelklassieker van het seizoen. Op iets minder dan 48 kilometer van de finish volgde hij een versnelling van Julian Alaphilippe op de Gulperberg. Een heuvel later, op de Kruisberg, loste hij de Fransman, waarna hij aan een solo begon. De Sloveen reed ongeveer een halve minuut weg van de eerste achtervolgers, waar Mattias Skjelmose en Remco Evenepoel in de tegenaanval gingen. In de slotfase van de wedstrijd werd Pogačar door het duo teruggepakt, waarna een sprint met drie uitsluitsel moest geven. Pogačar startte zijn sprint in het wiel van Evenepoel en ging de Belg voorbij, maar werd in extremis nog ingehaald door Skjelmose, die de winst pakte. Op het huldigingspodium was Pogačar  wel de snelste: hij was de enige die zijn glas Amstel leegdronk. In de Waalse Pijl hield Pogi zich wat meer gedeisd: pas op de slotbeklimming van de Muur van Hoei plaatste hij een versnelling. In eerste instantie was het de Ier Ben Healy die de eerste versnelling deed, maar niet veel later pareerde Pogačar hem. Hij reed, vanuit het zadel, weg bij zijn concurrenten en kwam met een voorsprong van tien seconden op Kévin Vauquelin over de finish. Vier dagen later sloot hij zijn voorjaar af in Luik-Bastenaken-Luik, waar hij op 35 kilometer van de finish, op La Redoute, wegreed bij zijn tegenstanders. Ditmaal rondde hij zijn solo met succes af, waardoor hij zijn derde La Doyenne uit zijn carrière en zijn tweede Monument van het seizoen op zijn naam schreef. Meer dan een minuut later finishten Giulio Ciccone en Healy op de dichtste ereplaatsen. Met zeven podiumplaatsen (waarvan vier overwinningen) was Pogačar dat voorjaar de beste eendagsrenner.

#### Voorbereiding op de Tour

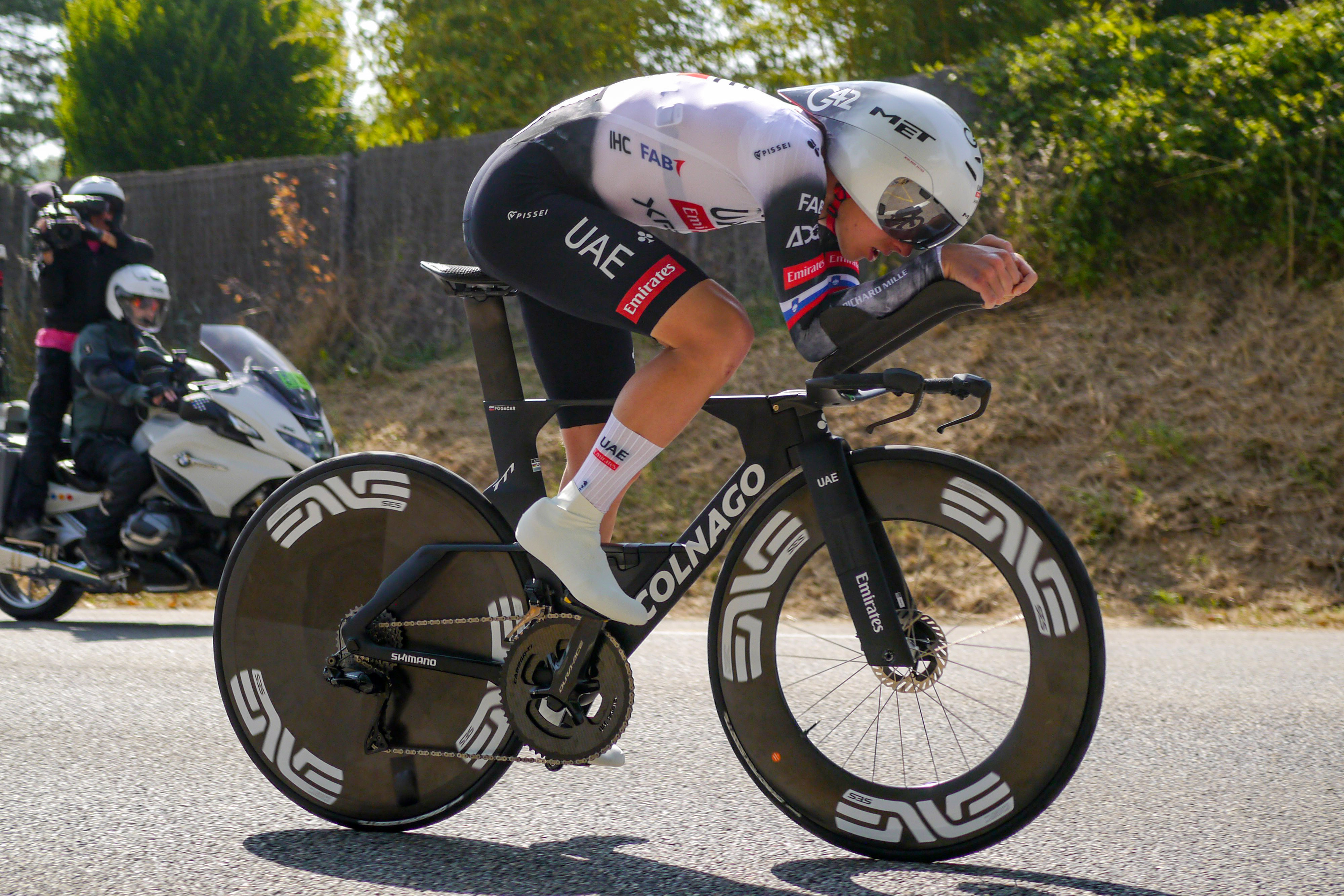
Pogačar tijdens de tijdrit in het Critérium du Dauphiné 2025.

Na zijn voorjaarscampagne startte voor Pogačar zijn voorbereiding op de Ronde van Frankrijk. In mei deed hij een hoogtestage op de Sierra Nevada. Na meer dan een maand zonder wedstrijdkilometers speldde hij in het Critérium du Dauphiné voor het eerst weer een rugnummer op. Voor het eerst sinds de Tour het jaar ervoor stond hij samen met Jonas Vingegaard en Remco Evenepoel aan de start van een wedstrijd. In de slotfase van de openingsetappe maakte het trio, samen met Mathieu van der Poel en Santiago Buitrago, deel uit van een elitegroepje dat was weggereden uit het peloton. Na een lange sprint was de Sloveen de eerste die zijn voorwiel over de finishlijn duwde. De leiderstrui die hij daaraan overhield, raakte hij een dag later kwijt aan Jonathan Milan, die dankzij bonificatieseconden en etappeklasseringen het geel overnam. In de tijdrit op dag vier verloor Pogačar 49 seconden op dagwinnaar Evenepoel en 28 tellen op Vingegaard. Hij weet zijn tijdverlies aan een verkeerde strategie in het begin van de wedstrijd. In de zesde etappe, de eerste met aankomst bergop, wist Pogi weer te winnen: onder aanvoering Jhonatan Narváez, ploegmaat van Pogačar, moest klassementsleider Evenepoel al lossen op de Côte de Domancy. Toen de Sloveen even later vanuit het zadel accelereerde, kon ook Vingegaard niet mee, waarna hij solo naar de overwinning reed. Een dag later stond er opnieuw een bergetappe op het programma, waarin zowel de Col de la Madeleine als de Col de la Croix-de-Fer moesten worden beklommen alvorens de slotklim naar skioord Valmeinier 1800 beslissing zou brengen. Op die slotbeklimming werd vroege vluchter Romain Bardet bijgehaald, waarna Pogačar ten aanval trok. Enkel Vingegaard probeerde nog aan te haken, maar ook hij moest na honderd meter passen. Pogi soleerde naar de overwinning met een voorsprong van veertien seconden op de Deen. Na afloop van de etappe uitte de Sloveen kritiek op de werkwijze van Team Visma | Lease a Bike, de ploeg van Vingegaard. Hij verweet de ploeg gevaarlijk te hebben gereden in de afdaling van de Col de la Croix-de-Fer in een poging hem te doen lossen. Op de slotdag van de Dauphiné ging de zege naar vroege vluchter Lenny Martinez, maar schreef Pogačar wel het eindklassement op zijn naam.

#### Honderdste profzege tijdens de Tour

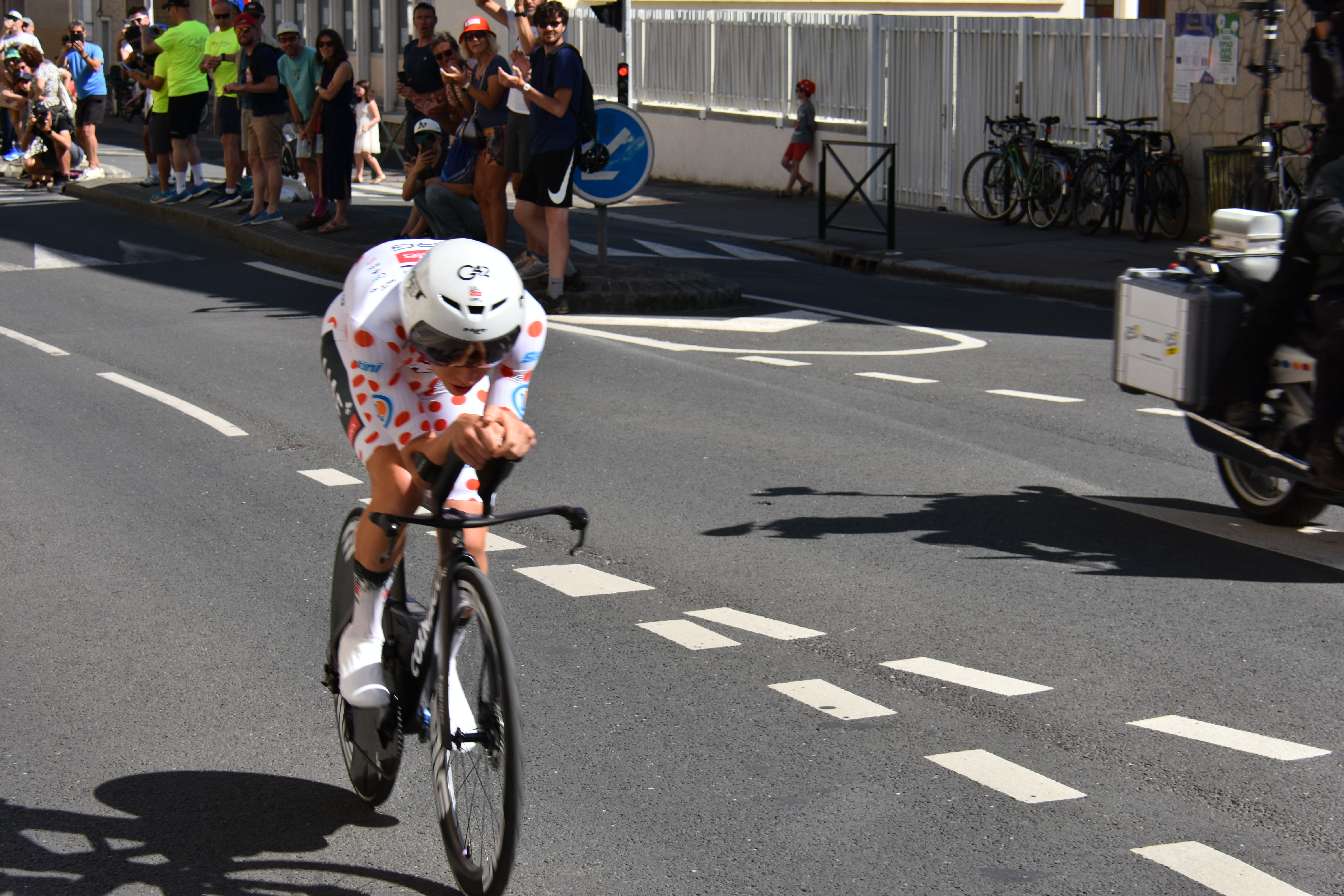
Pogačar in de bolletjestrui tijdens de vijfde etappe van de Ronde van Frankrijk (een tijdrit) in 2025.

In de vierde etappe van de Ronde van Frankrijk trok Pogačar op de laatste beklimming (van de derde categorie). Enkel Jonas Vingegaard kon volgen, maar in de afdaling richting de finish sloot een achtervolgende groep – met daarbij klassementsleider Mathieu van der Poel – weer aan. In de sprint ging Van der Poel als eerste aan, maar was het Pogačar die won en zo de honderdste profoverwinning uit zijn loopbaan behaalde.
Een dag later reed Pogačar in de bolletjestrui de tijdrit. In de 33 kilometer lange tijdrit in en rond Caen was enkel Remco Evenepoel sneller. Concurrent Vingegaard verloor ruim een minuut op de Sloveen, die de leiding in het algemeen klassement overnam van Van der Poel. Hij kreeg ook de groene trui van het puntenklassement in handen.

### Privé

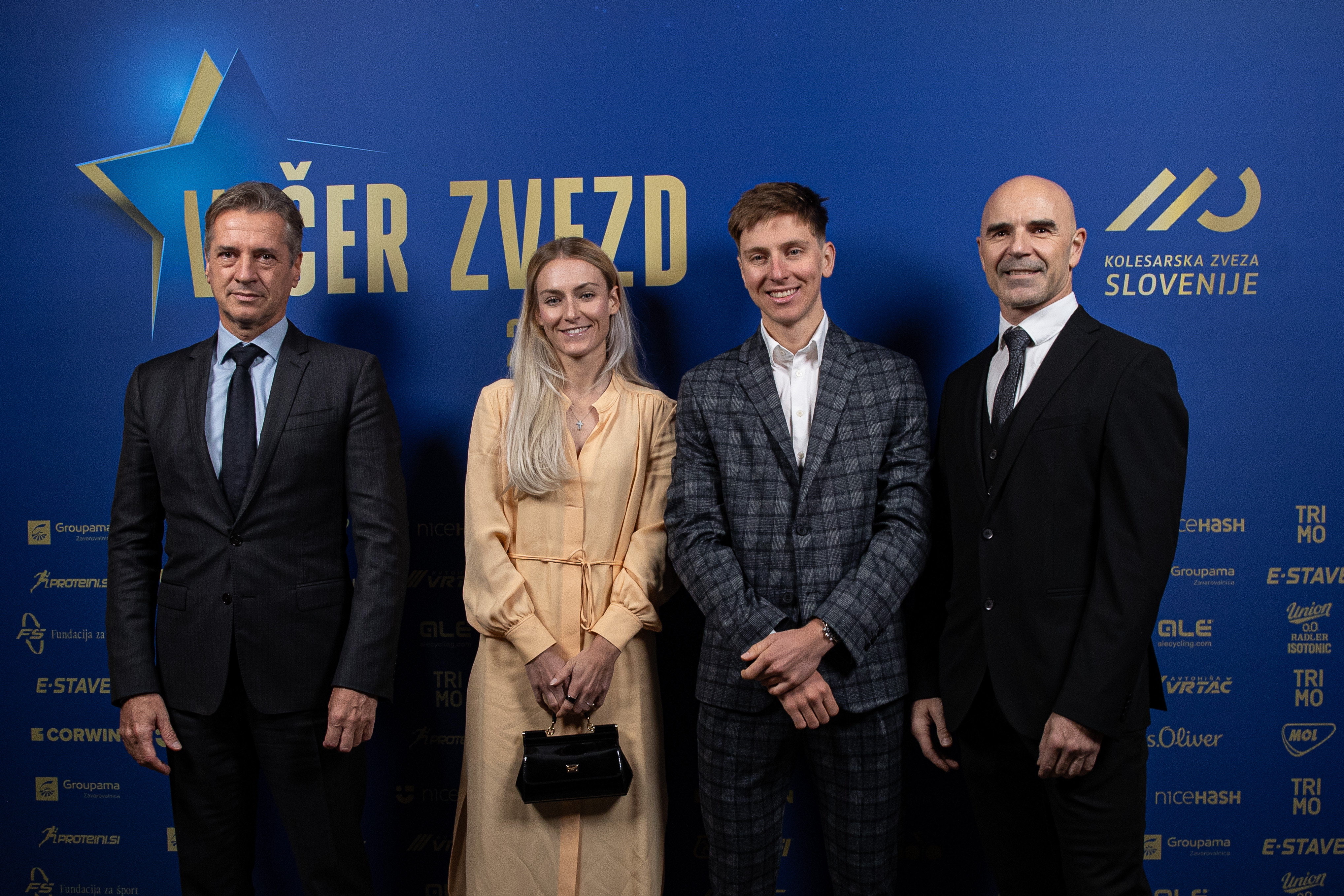
Urška Žigart en Pogačar (met Robert Golob en Pavel Marđonović) op het Sloveens wielergala in 2024.

Pogačar heeft een relatie met wielrenster Urška Žigart. In september 2021 verloofde het koppel zich. Het stel woont samen in Monaco.
In 2024, voorafgaand aan de Ronde van Frankrijk, maakte hij bekend dat hij zijn eigen Tadej Pogačar Foundation had opgericht, waarmee hij geld inzamelt voor goede doelen.

## Palmares

### Overwinningen

#### Jeugd
2016 (junioren)
2e etappe (deel B) Vredeskoers
 Sloveens kampioen tijdrijden
3e etappe Ronde van de Lunigiana
Eind- en puntenklassement Ronde van de Lunigiana
2017 (beloften)
Jongerenklassement Carpathian Couriers Race
2018 (beloften)
3e etappe GP Priessnitz spa
Eind- berg en jongerenklassement GP Priessnitz spa
 Sloveens kampioen tijdrijden
 Sloveens kampioen op de weg
Eindklassement Ronde van de Toekomst

#### Elite
2017 – 0 zeges
Jongerenklassement Ronde van Slovenië
2018 – 1 zege
Jongerenklassement Ronde van Slovenië
Eind- en jongerenklassement Ronde van Friuli-Venezia Giulia
2019 – 8 zeges
2e etappe Ronde van de Algarve
Eind- en jongerenklassement Ronde van de Algarve
Jongerenklassement Ronde van het Baskenland
6e etappe Ronde van Californië
Eind- en jongerenklassement Ronde van Californië
 Sloveens kampioen tijdrijden
 Jongerenklassement Ronde van Slovenië
9e, 13e en 20e etappe Ronde van Spanje
 Jongerenklassement Ronde van Spanje
2020 – 9 zeges
2e en 4e etappe Ronde van Valencia
Eind- en jongerenklassement Ronde van Valencia
5e etappe Ronde van de VAE
Jongerenklassement Ronde van de VAE
 Sloveens kampioen tijdrijden
9e, 15e en 20e etappe Ronde van Frankrijk
 Eind-, berg- en jongerenklassement Ronde van Frankrijk
2021 – 13 zeges
3e etappe Ronde van de VAE
Eind- en jongerenklassement Ronde van de VAE
4e etappe Tirreno-Adriatico
Eind-, berg- en jongerenklassement Tirreno-Adriatico
3e etappe Ronde van het Baskenland
Luik-Bastenaken-Luik
2e etappe Ronde van Slovenië
Eind- en bergklassement Ronde van Slovenië
5e, 17e en 18e etappe Ronde van Frankrijk
 Eind-, berg en jongerenklassement Ronde van Frankrijk
Ronde van Lombardije
2022 – 16 zeges
4e en 7e etappe Ronde van de VAE
Eind- en jongerenklassement Ronde van de VAE
Strade Bianche
4e en 6e etappe Tirreno-Adriatico
Eind-, punten en jongerenklassement Tirreno-Adriatico
3e en 5e etappe Ronde van Slovenië
Eind- en puntenklassement Ronde van Slovenië
6e, 7e en 17e etappe Ronde van Frankrijk
 Jongerenklassement Ronde van Frankrijk
GP van Montréal
Tre Valli Varesine
Ronde van Lombardije
2023 – 17 zeges
Clásica Jaén Paraíso Interior
1e, 2e en 4e etappe Ruta del Sol
Eind- en puntenklassement Ruta del Sol
4e, 7e en 8e etappe Parijs-Nice
Eind-, punten- en jongerenklassement Parijs-Nice
Ronde van Vlaanderen
Amstel Gold Race
Waalse Pijl
 Sloveens kampioen tijdrijden
 Sloveens kampioen wegrit
6e en 20e etappe Ronde van Frankrijk
 Jongerenklassement Ronde van Frankrijk
Ronde van Lombardije
2024 – 25 zeges
Strade Bianche
2e, 3e, 6e en 7e etappe Ronde van Catalonië
Eind-, punten- en bergklassement Ronde van Catalonië
Luik-Bastenaken-Luik
2e, 7e, 8e, 15e, 16e en 20e etappe Ronde van Italië
 Eind- en bergklassement Ronde van Italië
4e, 14e, 15e, 19e, 20e en 21e etappe Ronde van Frankrijk
 Eindklassement Ronde van Frankrijk
GP van Montréal
 Wereldkampioen op de weg
Ronde van Emilia
Ronde van Lombardije
2025 – 16 zeges
3e en 7e etappe Ronde van de VAE
Eindklassement Ronde van de VAE
Strade Bianche
Ronde van Vlaanderen
Waalse Pijl
Luik-Bastenaken-Luik
1e, 6e en 7e etappe Critérium du Dauphiné
Eind- en puntenklassement Critérium du Dauphiné
4e, 7e, 12e en 13e etappe Ronde van Frankrijk
 Eind- en bergklassement Ronde van Frankrijk
Totaal: 102 individuele UCI-zeges

### Resultaten in voornaamste wedstrijden
| Jaar | Ronde van Italië | Ronde van Frankrijk | Ronde van Spanje |
| ---- | ---------------- | ------------------- | ---------------- |
| 2019 |                  |                     | ↑ (3)            |
| 2020 |                  | ↑ (3)               |                  |
| 2021 |                  | ↑ (3)               |                  |
| 2022 |                  | ↑ (3)               |                  |
| 2023 |                  | ↑ (2)               |                  |
| 2024 | ↑ (6)            | ↑ (6)               |                  |
| 2025 |                  | ↑ (4)               |                  |

| Jaar | Milaan-San Remo | Ronde van Vlaanderen | Parijs-Roubaix | Amstel Gold Race | Luik-Bast.‑Luik | Ronde van Lombardije | Strade Bianche | Waalse Pijl |  | WK op de weg |  | Wereldranglijsten |
| ---- | --------------- | -------------------- | -------------- | ---------------- | --------------- | -------------------- | -------------- | ----------- |  | ------------ |  | ----------------- |
| 2019 |                 |                      |                | opgave           | 18e             |                      | 30e            | 53e         |  | 18e          |  | 15e (UWR)         |
| 2020 | 12e             |                      |                |                  | ↑               |                      | 13e            | 9e          |  | 33e          |  | (UWR)             |
| 2021 |                 |                      |                |                  | ↑               | ↑                    | 7e             |             |  | 37e          |  | (UWR)             |
| 2022 | 5e              | 4e                   |                |                  |                 | ↑                    | ↑              | 12e         |  | 19e          |  | (UWR)             |
| 2023 | 4e              | ↑                    |                | ↑                | opgave          | ↑                    |                | ↑           |  | ↑            |  | (UWR)             |
| 2024 | ↑               |                      |                |                  | ↑               | ↑                    | ↑              |             |  | ↑            |  | (UWR)             |
| 2025 | ↑               | ↑                    | ↑              | ↑                | ↑               |                      | ↑              | ↑           |  |              |  |                   |

### Resultaten in andere etappekoersen
| Jaar | Tour Down Under | Ronde van de VAE | Parijs-Nice | Tirreno-Adriatico | Ronde van Catalonië | Ronde van het Baskenland | Critérium du Dauphiné | Ronde van Californië |
| ---- | --------------- | ---------------- | ----------- | ----------------- | ------------------- | ------------------------ | --------------------- | -------------------- |
| 2019 | 13e             |                  |             |                   |                     | 6e                       |                       | ↑ (1)                |
| 2020 |                 | ↑ (1)            |             |                   |                     |                          | 4e                    |                      |
| 2021 |                 | ↑ (1)            |             | ↑ (1)             |                     | ↑ (1)                    |                       |                      |
| 2022 |                 | ↑ (2)            |             | ↑ (2)             |                     |                          |                       |                      |
| 2023 |                 |                  | ↑ (3)       |                   |                     |                          |                       |                      |
| 2024 |                 |                  |             |                   | ↑ (4)               |                          |                       |                      |
| 2025 |                 | ↑ (2)            |             |                   |                     |                          | ↑ (3)                 |                      |

(*) tussen haakjes aantal individuele etappeoverwinningen

## Ploegen
- 2017 –  ROG-Ljubljana
- 2018 –  Ljubljana Gusto Xaurum
- 2019 –  UAE Team Emirates
- 2020 –  UAE Team Emirates
- 2021 –  UAE Team Emirates
- 2022 –  UAE Team Emirates
- 2023 –  UAE Team Emirates
- 2024 –  UAE Team Emirates
- 2025 –  UAE Team Emirates-XRG

## Onderscheidingen

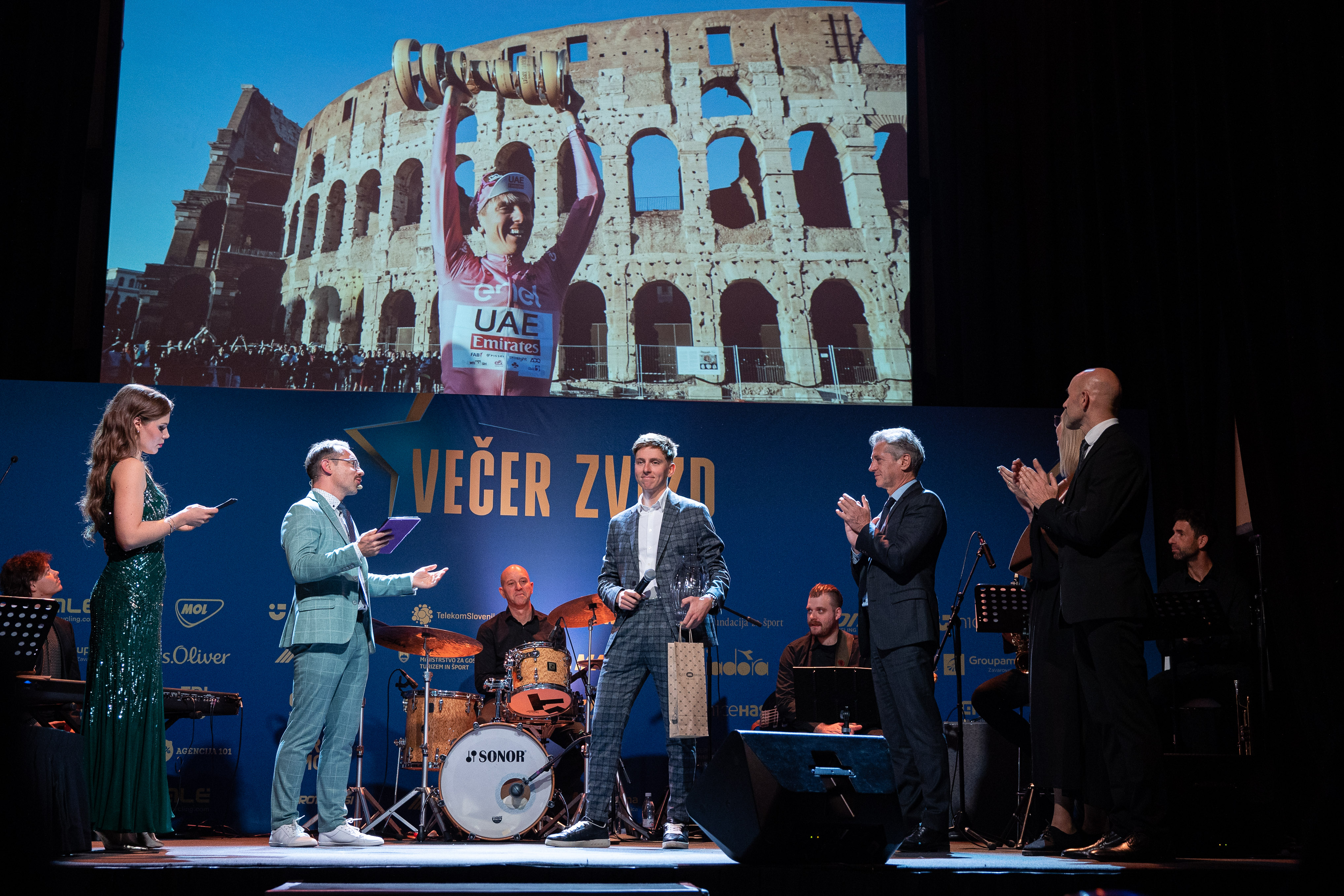
Pogačar op het Sloveens wielergala in 2024.

- Sloveens Wielrenner van het Jaar: 2020, 2021, 2022, 2023,[141] 2024
- Sloveens Sportman van het Jaar: 2021,[142] 2023,[143] 2024[144]
- Internationale Flandrien-Trofee: 2021,[145] 2022[146]
- Vélo d'Or: 2021,[147] 2024[148]
- Gouden Orde van Verdienste: 2022[149]
- ProCyclingStats Favorite500: 2023,[150] 2024
- Eddy Merckx-Trofee: 2024[148]

Andrejaš · Finkšt · Grošelj · Jerman · Merčun · Penko · Pogačar · Prah · Ručigaj
Cizelj · Debevec · Finkšt · Grošelj · Guy · Hill · Huang · Jerman · Lu · Nishi · Penko · Pogačar · Potočki · Prah · Ručigaj
Aru · Bohli · Bystrøm · Consonni · Conti · Costa · Đurasek · Ferrari · Gaviria · Henao · Kristoff · Laengen · Marcato · Martin · Mirza · Molano · Mori · Muñoz · I. Oliveira · R. Oliveira · Petilli · Philipsen · Pogačar · Polanc · Ravasi · Raboesjenka · Sutherland · Troia  · Ulissi
Ardila · Aru · Bjerg · Bohli · Bystrøm · Conti · Costa · Covi · De la Cruz · Dombrowski · Formolo · Gaviria · Henao · Kristoff · Laengen · Marcato · McNulty · Mirza · Molano · Muñoz · I. Oliveira · R. Oliveira · Philipsen · Pogačar · Polanc · Ravasi · Raboesjenka · Richeze · Troia · Ulissi
Ardila · Ayuso (vanaf 15 juni) · Bjerg · Bystrøm · Conti · Costa · Covi · De la Cruz · Dombrowski · Fisher-Black (vanaf 14 juli) · Formolo · Gaviria · Gibbons · Hirschi · Kristoff · Laengen · Majka · Marcato · McNulty · Mirza · Molano · Muñoz · I. Oliveira · R. Oliveira · Pogačar · Polanc · Raboesjenka · Richeze · Trentin · Troia · Ulissi· Groß (stagiair)
Ackermann · Almeida · Ardila · Ayuso · Bennett · Bjerg · Brunel (tot 2/6) · Costa · Covi · Fisher-Black · Formolo · Gaviria · Gibbons · Groß · Hirschi · Hodeg · Laengen · Majka · McNulty · Mirza · Molano · I. Oliveira · R. Oliveira · Pogačar · Polanc · Richeze · Soler · Suter · Trentin · Troia · Ulissi · Andersen (stagiair) · Kluckers (stagiair) · Knight (stagiair)
Ackermann · Almeida · Ayuso · Bax · Bennett · Bjerg · Christen (vanaf 1/8) · Covi · Fisher-Black · Formolo · Gibbons · Groß · Großschartner · Hirschi · Hodeg · Laengen · Majka · McNulty · Molano · Novak · I. Oliveira · R. Oliveira · Pogačar · Polanc (tot 15/5) ·  Soler · Trentin · Ulissi · Vine · Vink · Wellens · Yates · Glivar (stagiair)
Almeida · Arrieta · Ayuso · Baroncini · Bax · Bjerg · Christen · Covi · del Toro · Fisher-Black · Großschartner · Hirschi · Hodeg · Laengen · Majka · McNulty · Molano · Morgado · Novak · I. Oliveira · R. Oliveira · Pogačar · Politt · Sivakov · Soler · Ulissi · Vine · Vink · Wellens · Yates
- Gemeinsame Normdatei: 1217990267
- Nederlandse Thesaurus van Auteursnamen: 434819484
- Virtual International Authority File: 1731160122839040630000